# Mediocytherideis
Mediocytherideis is een geslacht van kreeftachtigen uit de klasse van de Ostracoda (mosselkreeftjes).

## Soorten
- Mediocytherideis (Mediocytherideis) kleinae Markova, 1960 †
- Mediocytherideis (Sylvestra) bismuthi (Bonaduce, Russo & Barra, 1990) Krstic & Mckenzie, 1991
- Mediocytherideis (Sylvestra) chersonica Krstic, 1991 †
- Mediocytherideis (Sylvestra) delicatula (Bonaduce, Russo & Barra, 1990) Krstic & Mckenzie, 1991
- Mediocytherideis (Sylvestra) inflata (Schneider, 1939) Krstic & Mckenzie, 1991 †
- Mediocytherideis (Sylvestra) jellineki Yassini, Jones & Jones, 1993
- Mediocytherideis (Sylvestra) moncharmonti (Bonaduce, Russo & Barra, 1990) Krstic & Mckenzie, 1991
- Mediocytherideis (Sylvestra) neglecta (Reuss, 1850) †
- Mediocytherideis (Sylvestra) ochracea (Brady, 1890) Krstic & Mckenzie, 1991
- Mediocytherideis (Sylvestra) posterobursa (Doruk, 1973) Krstic & Mckenzie, 1991
- Mediocytherideis (Sylvestra) ruggierii (Bonaduce, Russo & Barra, 1990) Krstic & McKenzie, 1991 †
- Mediocytherideis (Sylvestra) virgula (Bonaduce, Russo & Barra, 1990) Krstic & McKenzie, 1991 †
- Mediocytherideis brancis Krstic, 1991 †
- Mediocytherideis maxima Olteanu, 1989 †